# Rävhidtjärnen
Rävhidtjärnen är en sjö i Härjedalens kommun i Härjedalen och ingår i Ljusnans huvudavrinningsområde. Sjön har en area på 0,0804 kvadratkilometer och ligger 757,1 meter över havet. Vid provfiske har abborre och gädda fångats i sjön.

## Delavrinningsområde
Rävhidtjärnen ingår i det delavrinningsområde (692071-133433) som SMHI kallar för Utloppet av Väster-Vattnan. Medelhöjden är 762 meter över havet och ytan är 14,86 kvadratkilometer. Räknas de 45 avrinningsområdena uppströms in blir den ackumulerade arean 216,76 kvadratkilometer. Mysklan (Övre Mysklan) som avvattnar avrinningsområdet har biflödesordning 2, vilket innebär att vattnet flödar genom totalt 2 vattendrag innan det når havet efter 388 kilometer. Avrinningsområdet består mestadels av skog (67 procent). Avrinningsområdet har 3,38 kvadratkilometer vattenytor vilket ger det en sjöprocent på 22,9 procent.